# Jahmali Waite
Jahmali Waite (Filadelfia, Estados Unidos, 24 de diciembre de 1998) es un futbolista jamaicano-estadounidense. Juega de portero y su equipo es el El Paso Locomotive FC de la USL Championship.

## Trayectoria
Pasó por las inferiores del Philadelphia Union y, a nivel universitario, jugó por los Fairleigh Dickinson Knights y los UConn Huskies. En sus años de universidad además, formó parte de los clubes amateur Reading United y el Ocean City Nor'easters.
No fue seleccionado en el SuperDraft de la MLS 2022, aunque entrenó con el Chicago Fire que finalmente no lo fichó.
El 25 de marzo de 2022 firmó contrato con el Pittsburgh Riverhounds de la USL Championship.

## Selección nacional
Debutó por la selección de Jamaica el 9 de noviembre de 2022 ante Camerún en un amistoso.

### Participaciones en Copas América
| Torneo            | Sede           | Resultado    | Partidos | Goles |
| ----------------- | -------------- | ------------ | -------- | ----- |
| Copa América 2024 | Estados Unidos | Primera fase | 3        | 0     |

## Clubes
| Club                   | País           | Año           |
| ---------------------- | -------------- | ------------- |
| Bethlehem Steel        | Estados Unidos | 2017          |
| Reading United         | Estados Unidos | 2019          |
| Ocean City Nor'easters | Estados Unidos | 2021          |
| Pittsburgh Riverhounds | Estados Unidos | 2022-2023     |
| El Paso Locomotive FC  | Estados Unidos | 2024-presente |